# Fédération autrichienne de tennis de table
La Fédération autrichienne de tennis de table, en allemand Österreichischer Tischtennisverband (ÖTTV), est l'organisation nationale chargée de gérer et de promouvoir la pratique du tennis de table en Autriche.

## Présentation
Son siège social est situé à Vienne. Elle a été créée en 1930 par Paul Stern qui en devient le premier président.
Le président actuel est Gottfried Gorsthuber.
La fédération autrichienne compte 9 fédérations régionales.
Elle organise les championnats d'Autriche.

## Présidents
- à partir d'octobre 1934 : Eugen Grabscheid[1]
- 1947-1955 : Kurt Kunodi[2]
- vers 1957 : Gustav Stelzmüller[3]
- vers 1965 : Kurt Kunodi[4]
- vers 1971 - vers 1985 : Karl Smekal[5]
- à partir de 1987 : Rudolf Weinmann[6]
- actuel (2011) : Gottfried Forsthuber[7]